# Kösingen
Kösingen (schwäbisch: „Keseg“) ist ein Stadtteil von Neresheim im baden-württembergischen Ostalbkreis. Der einst selbständige Ort wurde im Jahr 1971 nach Neresheim eingemeindet. Zu Kösingen gehören der Weiler Hohlenstein und das Gehöft Fluertshäuser Hof, außerdem befindet sich auf der Gemarkung die Wüstung Weihnachtshof.

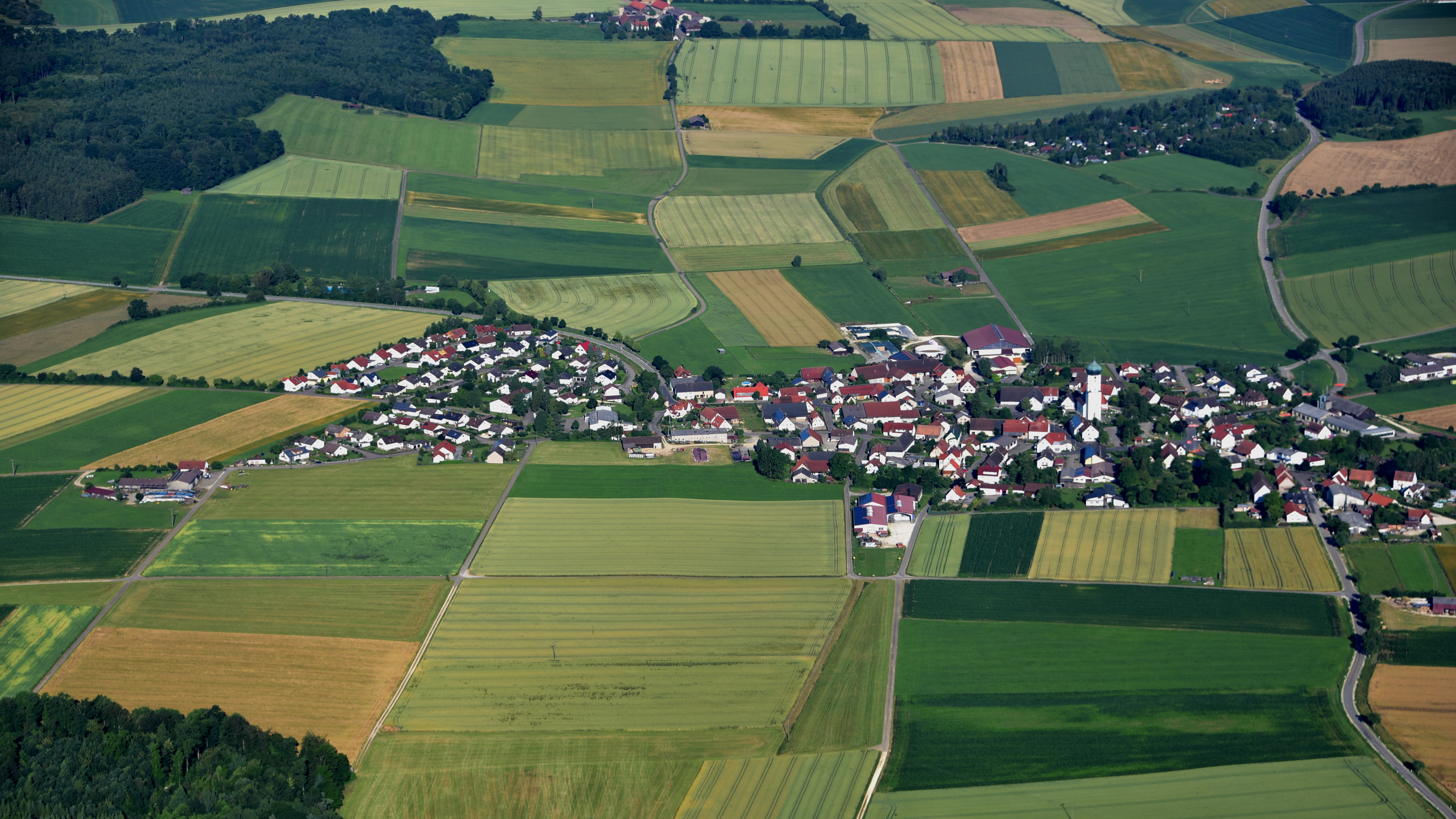
Kösingen, Luftaufnahme (2016)

## Lage und Verkehrsanbindung
Kösingen liegt östlich des Stadtkernes von Neresheim unweit der östlich verlaufenden Landesgrenze zu Bayern an den Kreisstraßen K 3301 und K 3314. Nördlich und westlich verläuft die B 466.

## Geschichte
Im Jahr 1721 malte Johann Michael Zink die zur Abtei gehörende Pfarrkirche von Kösingen aus.
Am 1. Januar 1971 wurde Kösingen nach Neresheim eingemeindet.

## Kulturdenkmäler
- Katholische Pfarrkirche Hl. Maria, Hl. Vitus und Hl. Sola
- Forsthaus
- Brunnensäule
- Wegkapelle mit Kreuzigung
- Ehemalige Pfarrscheune (heute Gemeindehaus)

## Politik

### Ortschaftsrat
Zur Kommunalwahl am 26. Mai 2019, zu der 440 Personen wahlberechtigt waren, wurden in Kösingen 9 Ortschaftsräte gewählt:
| Parteien und Wählergemeinschaften | Parteien und Wählergemeinschaften | % 2019 | Sitze 2019 |        | % 2014 | Sitze 2014 |
| FW                                | Freie Wählervereinigung           | 59,1   | 5          | 60,5   | 5      |            |
| BG                                | Bürgergemeinschaft                | 40,9   | 4          | 39,5   | 3      |            |
| Gesamt                            | Gesamt                            | 100    | 10         | 100    | 10     |            |
| Wahlbeteiligung                   | Wahlbeteiligung                   | 68,9 % | 68,9 %     | 63,4 % | 63,4 % |            |

### Wappen
Blasonierung: „In gespaltenem Schild vorn in Silber ein durchgehendes rotes Kreuz, hinten in Gold vier Reihen rotes Feh (Eisenhütlein).“

## Vereine
- Schützenverein Hubertus Kösingen[4]
- Faschingsfreunde Kösingen e. V.[5]

## Söhne und Töchter

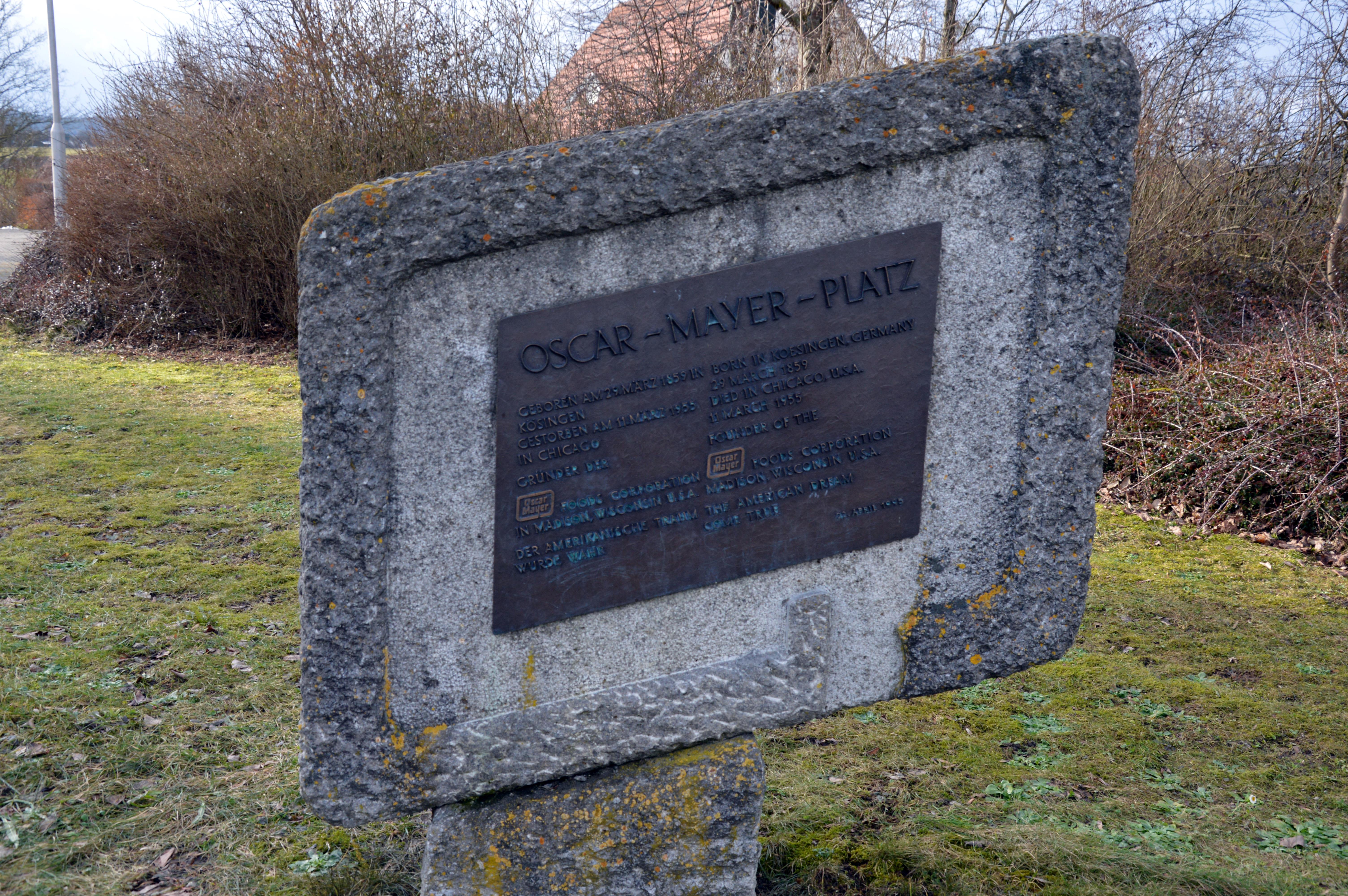
Denkmal für Oscar Meyer auf dem nach ihm benannten Dorfplatz. Die Form ist an das Logo seines Unternehmens angelehnt.

- Oscar Ferdinand Mayer (1859–1955), US-amerikanischer Unternehmer (Wurstfabrikant)